# Izvoarele Sucevei (gmina)
Izvoarele Sucevei – gmina w Rumunii, w okręgu Suczawa. Obejmuje miejscowości Izvoarele Sucevei, Bobeica i Brodina. W 2011 roku liczyła 2063 mieszkańców.